# Pedro de Castela (1290–1319)
Pedro de Castela e Molina (Valladolid, 1290 — Veiga de Granada, 26 de junho de 1319) foi infante de Castela, filho do rei Sancho IV de Castela e Leão e de Maria de Molina.
Foi senhor de Cameros, Almazán, Berlanga de Duero, Monteagudo e Cifuentes, e mordomo-mor do rei Fernando IV, seu irmão. Após a morte deste em 1312, foi nomeado tutor de seu sobrinho, Afonso XI, junto com sua mãe e seu tio, João de Castela. Faleceu durante a batalha de Monte Serra Elvira, combatendo os mouros, não se encontrando o seu corpo.
Em dezembro de 1311, em Calatayud, casou-se com a infanta Maria de Aragão, filha de Jaime II de Aragão, com quem teve uma filha que nasceu dois meses após a morte de seu pai:
- Branca (1319–1375), senhora do mosteiro de Las Huelgas.